# Saint-Lyé-la-Forêt
Saint-Lyé-la-Forêt is een gemeente in het Franse departement Loiret (regio Centre-Val de Loire). De plaats maakt deel uit van het arrondissement Orléans. Saint-Lyé-la-Forêt telde op 1 januari 2022 1.235 inwoners.

## Geografie
De oppervlakte van Saint-Lyé-la-Forêt bedroeg op 1 januari 2022 27,22 vierkante kilometer; de bevolkingsdichtheid was toen 45,4 inwoners per km².

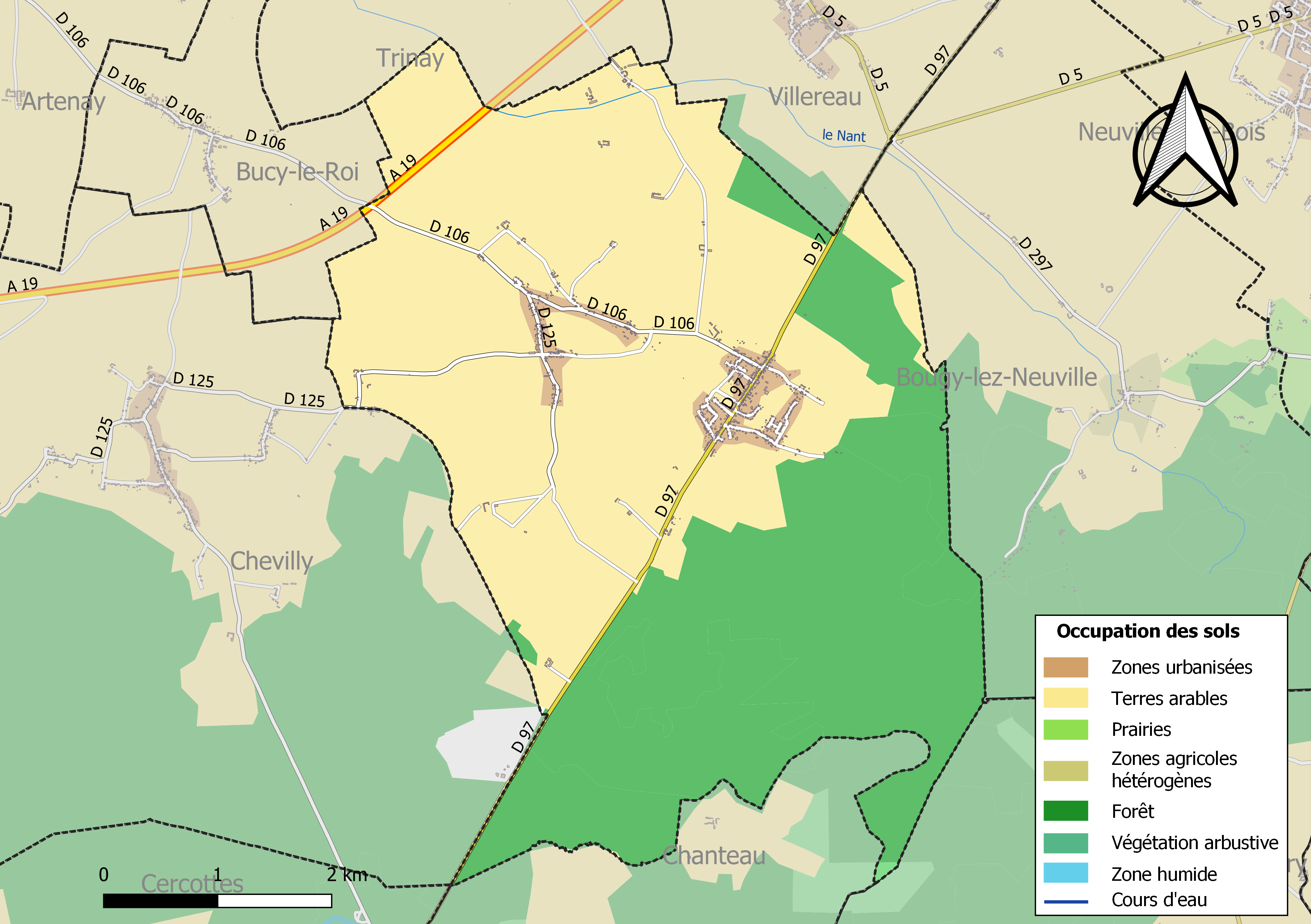
Kaart van de gemeente met de belangrijkste infrastructuur, bodemgebruik en omliggende gemeenten

## Demografie
Onderstaande figuur toont het verloop van het inwonertal (bron: INSEE-tellingen).